# Puntius pachycheilus
Puntius pachycheilus és una espècie de peix cipriniforme de la família dels ciprínids.

## Morfologia
Tant els mascles com les femelles poden assolir 13,4 cm de longitud total.

## Hàbitat
Viu a l'aigua dolça.

## Distribució geogràfica
Es troba a Mindanao (Filipines).